# Allgemeiner Deutscher Musikverein

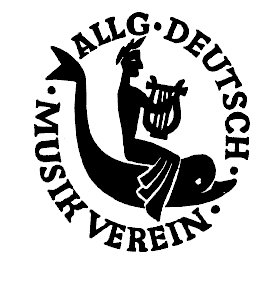
Logotipo de la Allgemeiner Deutscher Musikverein.

El Allgemeiner Deutscher Musikverein (ADMV) (Club general alemán de música) fue una asociación musical alemana fundada en 1861 por Franz Liszt y Franz Brendel, para encarnar los ideales musicales de la Nueva Escuela Alemana.

## Antecedentes
En la Tonkünstler-Versammlung (Asamblea de músicos) que tuvo lugar en 1859 en Leipzig, los organizadores, Franz Liszt y Franz Brendel, querían abrir el camino para la fundación de un Allgemeiner Deutscher Musikverein, para encarnar lo que consideraban como los principios fundamentales de la Nueva Escuela Alemana de la música. La propuesta fue presentada por Louis Köhler, en la tarde del 3 de junio de 1861. Fue apoyada por los discursos de personalidades, entre ellos, Liszt y posteriormente aceptada. En la próxima Tonkünstler Versammlungl celebrado el 7 de agosto de 1861, pero esta vez en Weimar, se llevó a cabo la fundación del ADMV. La asociación comenzó con 202 miembros, 37 de ellos del extranjero.

## ElAllgemeiner Deutscher Musikverein

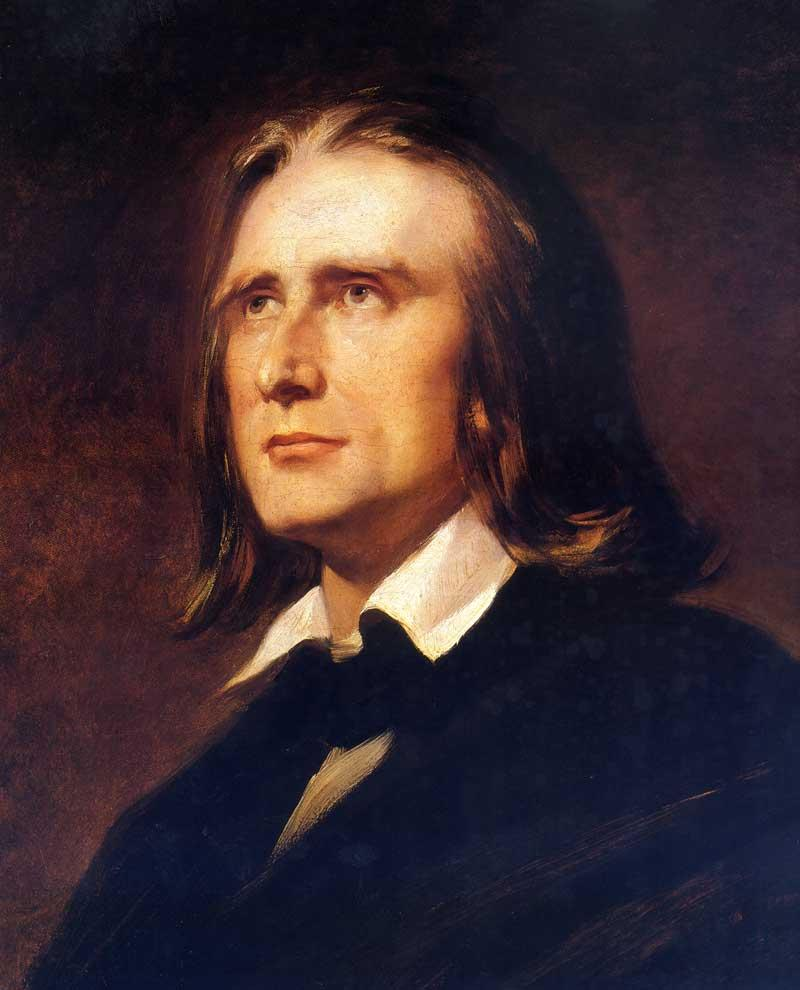
Las principales iniciativas que llevaron a la fundación del ADMV fueron casi todas obra de Franz Liszt.

Franz Liszt partió el 18 de agosto de Weimar a Silesia, donde, desde el 22 de agosto hasta el 19 de septiembre, fue el invitado del príncipe Hohenzollern-Hechingen en Löwenberg. En una carta dirigida a Brendel el 16 de septiembre de 1861, escribía:

Seine Hoheit halten immer sehr fest und treu zu den Bestrebungen der «neueutschen Schule» und sind gewillt, dieselbe weiterhin zu unterstützen. Deswegen scheint es mir angemessen, Seifriz zum Vorstands-Mitglied des Allg. Deutsch. Musikvereins zu wählen. Insbesondere stimme ich auch für Stein (Sondershausen), Eduard Liszt, Herbeck, Ambros, David -- ohne gegen die anderen Namen, die Sie vorschlagen, etwas einzuweden.
Su Alteza es siempre muy firme y leal a los esfuerzos de la "Nueva Escuela Alemana" y está dispuesto a seguir apoyándolos. Debido a esto, me parece apropiado elegir a Seifriz como miembro de la Comisión del Allgemeiner Deutscher Musikverein. En particular, también voto por Stein (Sondershausen), Eduard Liszt, Herbeck, Ambros, David, sin tener nada en contra de los otros nombres que está proponiendo.

La carta muestra que, de acuerdo a los deseos de Liszt, los esfuerzos de la Nueva Escuela Alemana y los del ADMV iban a ser muy estrechos, por no decir idénticos. Con el fin de alcanzar este objetivo, el Comité Directivo del ADMV debía estar formado únicamente por personas de su confianza.
Las principales iniciativas que llevaron a la fundación del ADMV fueron casi todas obra de Liszt. En 1835 había publicado en la Gazette musicale de París una serie de artículos de De la situation des artistes (Sobre la situación de los artistas). En sus primeros artículos, había tomado una visión crítica de la actual vida musical parisina que encontró defectuosa en todos sus aspectos.  En su último artículo hizo sugerencias para la reorganización de la vida musical.
En octubre de 1842 Liszt había sido nombrado en Weimar como «Kapellmeister in außerordentlichen Diensten» (maestro de capilla de servicios extraordinarios). En ese momento realizaba viajes como virtuoso al piano, de gira con conciertos por Europa. A principios de 1848 se había instalado en Weimar. Desde 1849 se había intentado instaurar una Goethe-Stiftung (Fundación Goethe) con el fin de apoyar las artes como se sugiere en su serie de artículos de 1835. Durante la década de 1850 quedó claro que el proyecto no podía realizarse. La fundación del ADMV fue el siguiente intento de Liszt y este intento fue un éxito.
En su versión de 1861, los estatutos del ADMV fueron formuladas por Liszt, junto con Brendel. Se parecían a los de la proyectada Goethe-Stiftung. En el siglo XX, hubo intentos de cambiar el nombre del ADMV como Liszt Verein o Neudeutscher Musikverein (Nuevo Club Alemán de Música).
Hasta el final de su vida, Liszt fue el director intelectual del ADMV, pero no quiso ser su presidente. El primer presidente fue Franz Brendel, hasta su muerte en 1868. Los sucesores de Brendel fueron Carl Riedel, hasta 1888; Hans Bronsart von Schellendorff, hasta 1898; Fritz Steinbach, hasta 1901; Richard Strauss, hasta 1909; Max von Schillings, hasta 1919; Friedrich Rösch, hasta 1925; Siegmund von Hausegger, hasta 1935; y Peter Raabe. En 1937, el ADMV fue cerrada por orden del régimen nacionalsocialista alemán.

## Objetivos

### Ayuda económica
El ADMV tenía como objetivo tanto la interpretación musical como el apoyo práctico. La falta de fondos retrasó las iniciativas de apoyo. Con el paso de los años, el ADMV se convirtió en depositario de varias fundaciones. La primera fue la Beethoven-Stiftung (Fundación Beethoven) (1871), financiada con los activos de Sophie y Robert Pflughaupt y ampliada por los regalos de Liszt y Carlos Alejandro, Gran Duque de Sajonia-Weimar-Eisenach. Entre los artistas que ayudaba la Beethoven-Stiftung se encontraban Robert Franz, August Göllerich, Felix Draeseke, Max Reger, Hans Pfitzner, entre otros.
Después de la muerte de Liszt, el 31 de julio de 1886, Marie Hohenlohe-Schillingsfürst, hija de la princesa de Wittgenstein, fundó en 1887 la Franz Liszt Stiftung (Fundación Franz Liszt). Los fondos fueron destinados a la publicación de una edición completa de las obras musicales de Liszt, así como a los salarios. Entre los artistas ayudados por la Franz Liszt Stiftung estaban Robert Franz y Claudio Arrau. En 1903 y 1904, cuando Richard Strauss fue presidente del ADMV, Arnold Schönberg fue ayudado con una suma anual de 1000 marcos, la subvención máxima otorgada por la fundación.
Otras fundaciones fueron la Mansouroff-Stiftung, fundada 1889; la Hermann-Stiftung, fundada en 1893; y la Richard-Wagner-Stiftung, fundada 1915 y dedicada a actuaciones de apoyo a la música de las obras dramáticas. En 1937, cuando el ADMV se cerró, sus objetivos fundacionales aún se mantenían, aunque había perdido cantidades considerables de dinero debido a la Primera Guerra Mundial y la crisis económica posterior. Se pueden encontrar huellas de estas fundaciones hasta 1943, pero se pierden a partir de entonces.

### Objetivos artísticos
Como parte de los objetivos artísticos del ADMV, se organizaron varias Tonkünstler Versammlungen (Congresos musicales) anuales en distintos lugares, con actuaciones de importantes, rara vez escuchadas y, sobre todo, nuevas obras musicales de todo tipo. Sin embargo, también se iban a interpretar obras más antiguas que sólo rara vez o nunca se habían escuchado, pero de interés debido a su importancia. Además, se iban a imprimir obras nuevas, ya fueran musicales o académicas. El ADMV tenía una biblioteca propia y editaba un almanaque anual. Del almanaque, sólo se realizaron los volúmenes de los años 1868, 1869 y 1870. Hasta 1892, el órgano principal del ADMV fue la Neue Zeitschrift für Musik. Posteriormente, hasta 1933, los miembros del ADMV recibieron boletines informativos.
El ADMV tenía un departamento literario y otro musical, el primero destinado a organizar conferencias que debían tener lugar en el marco de las Tonkünstler-Versammlungen y el segundo para seleccionar obras musicales que debían ser interpretadas en las mismas. Hasta su muerte en 1886, Liszt fue el director del departamento musical. Otros miembros destacados en los últimos años fueron Hans von Bülow, Carl Friedrich von Weitzmann, Louis Köhler, Carl Riedel, Bronsart von Schellendorff, Felix Draeseke, Eduard Lassen, Eugen d'Albert, Richard Strauss, Engelbert Humperdinck, Felix Weingartner, Max von Schillings, Siegmund von Hausegger, Hans Pfitzner, Alexander von Zemlinsky, Peter Raabe, Jean Louis Nicodé, Emil von Reznicek, Heinz Tiessen, Joseph Haas, Paul Hindemith, Alban Berg, Ernst Toch, entre otros.
El departamento musical también decidió que debían acordar la ubicación donde se celebraban las Tonkünstler-Versammlungen. Después de la asamblea celebrada en 1861 en Weimar, hubo una pausa de tres años. En 1864 tuvo lugar una Tonkünstler-Versammlung en Karlsruhe. Posteriormente, con excepción de los años 1866, 1875 y 1915-18 (debido a la Primera Guerra Mundial), las Tonkünstler Versammlungen fueron organizadas anualmente. En varios casos, 1903, 1910 y 1932, se celebraron en Suiza, en Basilea y en dos ocasiones en Zúrich. La Tonkünstler-Versammlung de 1905 tuvo lugar en la ciudad austriaca de Graz.